# Marysville (Australia)
Marysville – miasto w Australii, w stanie Wiktoria.